# Emigracja

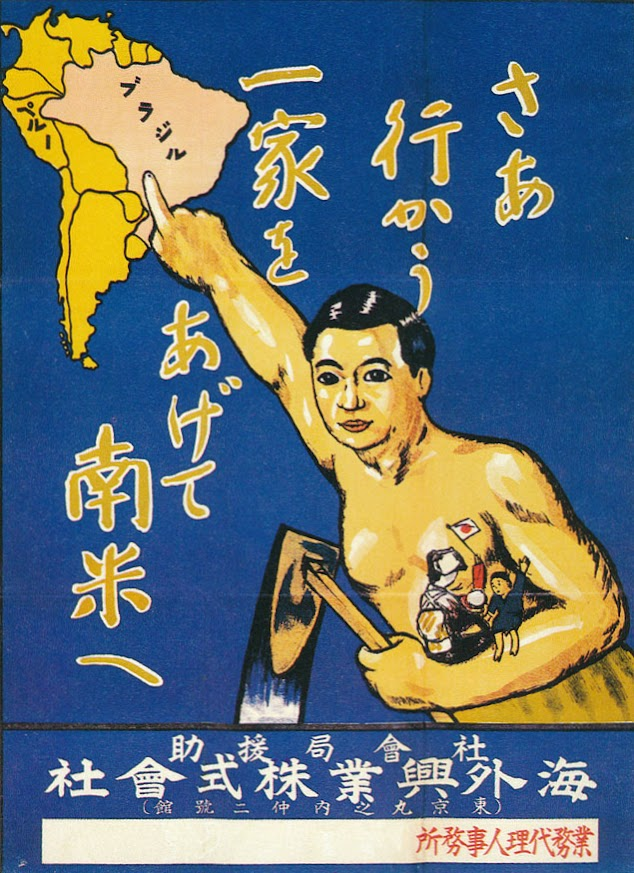
Japoński plakat z początku XX wieku zachęcający do emigracji (rodzin minimum trzyosobowych) do Ameryki Południowej, ze wskazaniem Brazylii

Emigracja (z łac. emigratio – wyprowadzenie się), również wychodźstwo – wyjazd za granicę na pobyt czasowy lub w celu zamieszkania na stałe. Emigracja może mieć charakter dobrowolny lub przymusowy.
Zależnie od przyczyn emigrację dzieli się na: polityczną, gospodarczą (zarobkową), religijną, z przyczyn rodzinnych i innych osobistych.